# Tephritis amata
Tephritis amata
 es una especie de insecto díptero del género Tephritis, familia Tephritidae. Erich Martin Hering lo describió en 1938.
Se encuentra en Francia.